# El Manara (film)
Pour plus de détails, voir Fiche technique et Distribution.
El Manara (Le Phare) est un film algérien réalisé par Belkacem Hadjadj et sorti en 2004. 

## Synopsis
Trois jeunes amis : Asma, étudiante; Fawzi, journaliste et Ramdane, médecin, voient leur amitié amoureuse éclatée pendant la décennie noire en Algérie. Alors que Fawzi et Asma défendent ardemment la démocratie, Ramdane se tourne vers l'intégrisme religieux. Le film traite également le rituel de la fête du Manara de Cherchell, condamné par les intégristes.

## Fiche technique
- Titre : El Manara
- Titre original : El Manara
- Réalisation : Belkacem Hadjadj
- Scénario : Salim Aïssa
- Production : Machaho Production
- Pays d'origine :  Algérie
- Langue : arabe algérien
- Formats : Couleurs
- Genre : Drame
- Durée : 90 minutes
- Dates de sortie : 
  - Algérie : 2004
  - France : 9 mai 2007

## Distribution
- Samia Meziane : Asma
- Tarek Hadj Abdelhafid : Ramdane
- Khaled Benaïssa : Fawzi
- Nacer Chenouf : Yacine
- Sofia Nouacer : Bouchraa
- Farouk Boutadjine : le terroriste